# Semicírculo

Um semicírculo de raio r.

Qualquer triângulo inscrito num semicírculo é rectângulo.

Semicírculo, na matemática (mais especificamente, na geometria), é uma forma geométrica bidimensional que forma metade de um círculo. O arco de um semicírculo mede 180°. Para calcular a área de um semicírculo, usamos a fórmula: A=π.r²/2